# 2-乙基苯酚
2-乙基苯酚（或称为邻乙基苯酚））是一种有机化合物，化学式C2H5C6H4OH，为乙苯酚的三种同分异构体之一，常温常压下为无色液体，常作为二甲苯酚中的杂质。